# Boršt (Brežice)
Boršt is een plaats in Slovenië en maakt deel uit van de gemeente Brežice in de NUTS-3-regio Spodnjeposavska. De plaats telde 126 inwoners op 1 januari 2020.